# Duc de Massa
Pour les articles homonymes, voir Massa.

Armes du duc de Massa, pair de France.

Le titre de duc de Massa et de l'Empire, du nom de la province de Massa et Carrare en Italie, a été conféré le 15 août 1809 par Napoléon Ier à Claude Ambroise Régnier (1746-1814), grand-juge et ministre de la Justice de 1802 à 1813. 
Le titre de duc de Massa est confirmé par Louis XVIII en faveur de Nicolas François Sylvestre Régnier (1783-1851), 2e duc de Massa, pair de France en 1816.

## Liste des ducs de Massa
1. 1809-1814 : Claude Ambroise Régnier (1746-1814), 1er duc de Massa[1], grand-juge et ministre de la Justice de Napoléon Ier de 1802 à 1813.
2. 1814-1851 : Nicolas François Sylvestre Régnier (1783-1851), 2e duc de Massa, comte de Gronau, haut fonctionnaire et pair de France, fils du précédent. Il eut deux fils, Alphonse et Philippe, qualifiés marquis (l'un mort avant son père, l'autre avant son neveu), dont les deux fils aînés seront successivement ducs.
3. 1851-1913 : André Philippe Alfred Régnier (1837-1913)[1], 3e duc de Massa, petit-fils du précédent[2] et arrière-petit-fils de Claude Régnier, 1er duc de Massa.
4. 1913-1946 : Jean Louis Napoléon Régnier (1875-1946), 4e duc de Massa, cousin germain du précédent[3].
5. 1946-1962 : André Régnier (1905-1962), 5e duc de Massa, fils du précédent.

Le 5e duc de Massa meurt sans postérité. Le titre de duc de Massa s'éteint avec lui en 1962.

## Armes
Les armes des ducs de Massa se décrivent ainsi : d’hermine à la fasce de sable, chargée de trois alérions d’or (Régnier) ; au chef de gueules, semé d’étoiles d’argent (qui est des ducs d'Empire), l'écu timbré d’une couronne ducale.